# Deb Patterson
Deb Patterson (30 de agosto de 1957)  es directora de personal de jugadores y análisis de programas del equipo de baloncesto femenino del estado de Washington. Patterson es la ex entrenadora principal del programa de baloncesto femenino en Kansas State. Fue relevada de sus funciones como entrenadora el 9 de marzo de 2014. Tiene el récord como entrenadora jefe con más victorias de todos los tiempos de la escuela, con 350 victorias.
Nacida en Rockford, Ill., Patterson se graduó en la escuela secundaria Rockford West y luego asistió a Rockford College, donde entró a formar parte del Salón de la Fama de Rockford College después de jugar hockey sobre césped de 1975 a 1979. Aunque nunca jugó al baloncesto en la universidad, más tarde pasó a ser entrenadora de baloncesto.

## Carrera de entrenadora colegiada
Patterson fue como entrenadora adjunta en Vanderbilt y en Southern Illinois.
Patterson fue contratada como entrenadora en jefe en Kansas State antes de la temporada de baloncesto 1996–97. En la temporada 2002, su equipo tuvo marca de 29–5, estableciendo récords escolares de victorias y porcentaje de victorias. En un momento dado, el estado de Kansas ocupó el segundo lugar en la nación, que fue el ranking más alto alcanzado en la historia de la escuela.
El equipo de 2004 tuvo marca de 24–8, incluidos 12–4 en la conferencia, y terminó en el puesto 16.º de la nación en la encuesta de AP. En la temporada 2005, Patterson llevó a las Wildcats a ganar el campeonato WNIT. El equipo 24-10 del equipo marcó la quinta temporada consecutiva de 20 victorias con la entrenadora Patterson.
En 2008, Patterson llevó a las Wildcats a un campeonato de temporada regular de la Big 12 Conference, tras terminar en el último lugar en 2007. Sus logros de peor a mejor le valieron el premio al entrenador del año Big 12. Las Wildcats perdieron su primer juego en el torneo de baloncesto femenino Big 12 de 2008 contra Iowa State, 66–65 en el tiempo de descuento.
Los diez lenos más grandes en la historia de la escuela para el baloncesto femenino del estado de Kansas ocurrieron durante su mandato. 

## Baloncesto de EE. UU.
En 1997, Patterson fue nombrada entrenadora adjunta del representante de EE. UU. en los Juegos Mundiales Universitarios, celebrados en Marsala, Sicilia, Italia. El equipo de EE. UU. no ganaba el oro en este evento bienal desde 1991. Ese año, el equipo de EE. UU. sería dominante, con victorias fáciles en todas las comoeticiones menos en una. Después de ganar sus primeros tres partidos por no menos de 38 puntos, el equipo de EE. UU. se enfrentó a Rusia. El juego tuvo cinco empates y 13 cambios de ventaja. Nykesha Sales de Connecticut lideró la anotación del equipo de EE. UU. con 17 puntos, encestando canastas conectivas en la segunda mitad para darle a EE. UU. una ventaja a la que no se rendiría. Estados Unidos terminó ganando el juego 78–70. EE. UU. ganó asimismo las rondas de medallas, con una victoria de 100–82 sobre Cuba que otorgó al equipo de EE. UU. la medalla de oro.
En 1998, Patterson fue nombrada entrenadora adjunta de la Selección Nacional de EE. UU., bajo la dirección del entrenador en jefe Nell Fortner. El equipo de EE. UU. compitió en los Campeonatos Mundiales celebrados en tres ciudades de Alemania, incluida Berlín. El equipo de EE. UU. ganó los seis juegos de la ronda preliminar, en la mayoría con márgenes de dos dígitos. La única excepción fue el partido de la primera ronda contra Japón, que el equipo de EE. UU. ganó 95–89. En los cuartos de final, el equipo de EE. UU. venció a Eslovaquia 89–62. En el partido de semifinales contra Brasil, el equipo de EE. UU. estaba diez puntos por detrás en la primera mitad, pero remontó y ganó por 14 puntos. La final fue una revancha frente a Rusia, un equipo que Estados Unidos había derrotado por 36 puntos en la ronda preliminar. El equipo de EE. UU. estuvo detrás la mayor parte del juego, con un déficit de nueve puntos en el medio tiempo. Cuando quedaban menos de dos minutos para el final, EE. UU. todavía estaba atrás, pero Ruthie Bolton encestó un triple para darle al equipo de EE. UU. una ventaja de un punto. Después de que los rusos empataran el juego, Bolton encestó otros tres para darle al equipo de EE. UU. una ventaja a la que no renunciarían. El equipo de EE. UU. ganó 71–65 para ganar la medalla de oro.